# Taibai Shan
De Taibai Shan is een 3.767 m hoge prominente berg in de Qinling Shan in het zuidwesten van de Chinese provincie Shaanxi. Het is de hoogste bergtop in Oost-China.

## Geschiedenis
Tijdens het bewind van de legendarische, moreel perfecte Drie Verhevenen (ca. 2852-2070 v.Chr.) werd de berg Taibai de Berg van Rijke Goederen (pinyin: Dun Wu Shān) genoemd. Tijdens de Xia-dynastie (ca. 2070-1600 v.Chr.) stond het bekend als de berg Taiyi, verwijzend naar de helderste ster in de Chinese astrologie met alle andere sterren eromheen. In het taoïsme is Taiyi een oppergod en de berg zijn fysieke vertegenwoordiging. Verder symboliseert Taiyi taiji, een kosmologische toestand van het universum en zijn zaken op alle niveaus, met de interactie van yin en yang, de Vijf Elementen en tenslotte alle concrete dingen in het universum. Het was Tai Ji die alles heeft voortgebracht en daarom een prominente plaats inneemt in het taoïsme. De "shuijing zhu" ('Commentaar op het Boek van de Waterwegen' door Li Daoyuan (467-527)) vermeldt: "In de tijd van keizer Wu van Han bestond er al een taoïstische tempel op de berg Taibai die was gewijd aan Gu Chun, een man die is opgenomen in de Liexian Zhuan." (Biografieën van onsterfelijken, toegewezen aan Liu Xiang) Het werk van de Tang-dynastie "Lu Yi Ji" (Chinees: 錄異記) zegt: "De essentie van de Gouden Ster viel op het westen van de belangrijkste top van Zhongnan, en daarom kreeg het de titel Taibai-berg." Hier veranderde de geest van de Gouden Ster in prachtige witte jade. Sindsdien staat de berg bekend als Taibai Shan, letterlijk Grote (Tài) Witte (Bái) Berg (Shān) en Taibai is een oude Chinese naam voor de planeet Venus. De naam Taibai Shan verwijst ook naar de permanente sneeuw die de top bedekt van wat de hoogste top in het Qinling-gebergte is. De dichter Li Bai schreef in zijn Gushi-gedicht: "Hoe uitgestrekt is groot Taibai / De sterren over de flanken opgesteld / Vanuit de hemel staat het driehonderd li / Van de sterfelijke aarde zo ver weg."